# Ragdoll-Engine

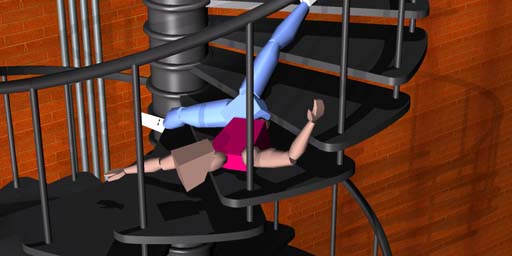
Ragdoll in einer Animation aus dem Jahre 1997

Als Ragdoll (auch Ragdoll-Engine, Ragdoll Physics, von englisch Ragdoll: Lumpenpuppe) werden Algorithmen (in einer Game-Engine) bezeichnet, die das Bewegungsverhalten von verletzten oder sterbenden menschlichen Körpern simulieren und entsprechende Animationen erzeugen. Die Bewegung wird dabei in Echtzeit berechnet und ist nicht vorgeskriptet. Solche Algorithmen sind Teil der Physik-Engine, welche die darzustellende Szene ausgehend von einer Modellierung nach physikalischen Gesetzen berechnet, wie dies vor allem bei Action-Computerspielen Einsatz findet.

## Geschichte
Anfangs war der Ragdoll-Algorithmus aufgrund der noch sehr schwachen CPU-Leistung sehr unrealistisch und nur auf tote Charaktere limitiert: Wenn ein Charakter starb, wurde eine vordefinierte Animation abgespielt. Die ersten Versuche mit dieser Art der Ragdoll-Engine wurden im Jahre 1997 von verschiedenen Entwicklerstudios gemacht.
Als die Computer schneller wurden, waren die Entwickler in der Lage, für heute mittlerweile typische Physiksimulationen in Echtzeit zu implementieren, mit denen man die Physik an den jeweiligen Körpern in Echtzeit ausführen kann.
Zu den jeweiligen modellierten Figuren wird zusätzlich das passende Skelett modelliert, welches dann mit Hilfe mathematischer Berechnungen den Gegebenheiten (wie z. B. Knochenbrüche, verrenkte Schulter etc.) angepasst werden kann.
Das erste Spiel, welches eine eigene Ragdoll-Engine besaß, war Jurassic Park: Trespasser, welches 1998 erschien und wegen des dadurch erhöhten Realismus für Schlagzeilen sorgte. Jedoch geriet das Spiel auch negativ in Kritik, da sich durch das Einbetten der Ragdoll-Engine viele Programmfehler eingeschlichen hatten. Außerdem vermitteln die virtuellen Leichen einen teilweise sehr makaberen Eindruck, weshalb solche Spiele meistens auf Grund der deutschen Jugendschutzgesetze eine Einstufung von mindestens „USK 16“ bekommen. Oft wird das Ragdoll-Verhalten daher komplett aus den deutschen Versionen entfernt, um entweder eine niedrigere oder überhaupt eine Freigabe durch die USK zu erhalten. Eines der bekanntesten Beispiele dazu ist Far Cry, welches in der ersten Version (in der Ragdoll relativ einfach wieder aktiviert werden konnte) indiziert wurde. Jedoch sind die meisten aktuellen Spiele von dieser Praxis betroffen.

## Beschränkungen der Ragdoll-Engine
Die im Jahr 2007 gebräuchlichen Ragdoll-Verfahren können folgende Operationen jedoch nicht ausführen, sprich: Hinsichtlich dieser Punkte entsprechen sie (noch) nicht voll und ganz der Realität:
- Sehr kleine Knochen wie Finger oder Zehen werden in den meisten Fällen nicht berücksichtigt: Sie bleiben starr. Mittlerweile versuchen die Entwickler, mit Hilfe von Zufallstechniken brauchbare Ergebnisse zu erzielen.
- Bei bestimmten Fällen des Herunterfallens etc. werden einige Knochen nicht komplett realistisch berechnet. Bestes Beispiel hierfür ist das menschliche Knie und die Berechnung durch Ragdoll: das Knie wird bei der Ragdoll-Simulation bei einem Sturz nicht nach rechts oder links gebogen, wie es in der Wirklichkeit jedoch passieren könnte.

Mithilfe der erstmals in Grand Theft Auto IV eingesetzten Euphoria Engine wurden auch diese Einschränkungen überwunden. Die Euphoria Engine ist zudem in der Lage, ein Nervensystem für jede Figur im Spiel zu simulieren. Schüsse auf bestimmte Körperregionen verursachen so charakteristische Zuckungen. Auch werden natürliche Reflexe berücksichtigt.

## Spezielle Engines für Ragdoll-Simulation
- Euphoria Engine: Enthält auch zusätzliche Funktionen wie Simulation eines Nervensystems
- Havok
- Maya (Software): Das als Bullet bezeichnete Plugin zur dynamischen Simulation enthält auch eine Ragdoll-Option.